# Osmar Donizete Cândido
Osmar Donizete Cândido (Prados, 24 oktober 1968), ook wel kortweg Donizete genoemd, is een voormalig Braziliaans voetballer.

## Braziliaans voetbalelftal
Donizete debuteerde in 1995 in het Braziliaans nationaal elftal en speelde 9 interlands, waarin hij 2 keer scoorde.